# Вештице, виле
Вештице, виле је трећи студијски албум српске певачице, Јелене Карлеуше. Албум је издат 1997. за издавачку кућу ЗаМ. На албуму се налази осам песама.

## Списак песама
На албуму се налазе следеће песме:
| Бр. | Назив               | Текст                             | Музика                            | Аранжман                          | Трајање |
| --- | ------------------- | --------------------------------- | --------------------------------- | --------------------------------- | ------- |
| 1.  | Антихрист           | Марина Туцаковић                  | Александар Милић                  | Александар Милић                  | 03:16   |
| 2.  | Вештице, виле       | Дивна Карлеуша                    | Dimitris Stamboulis               | Зоран Тутуновић                   | 03:10   |
| 3.  | Циција              | Дивна Карлеуша                    | Tony Kontaxakis                   | Дејан Абадић                      | 03:09   |
| 4.  | Гром нек' убије     | Дивна Карлеуша                    | Nikos Karvelas                    | Зоран Тутуновић                   | 03:54   |
| 5.  | Око црно            | Саша Вранић                       | Мамер Суло                        | Дејан Абадић                      | 03:21   |
| 6.  | Ко ову драму режира | Марина Туцаковић                  | Александар Милић                  | Александар Милић                  | 03:46   |
| 7.  | Земља се зауставља  | Јелена Карлеуша                   | Nikos Karvelas                    | Зоран Тутуновић                   | 03:53   |
| 8.  | Кошуљица            | Петар Максимовић, Иван Максимовић | Петар Максимовић, Иван Максимовић | Петар Максимовић, Иван Максимовић | 03:53   |

## Информације о албуму
- Студио: Lucky Sound
- Сниматељи: Раде Ерцеговац, Борис Вртачник
- Ремикс: Раде Ерцеговац
- Продуценти: Дејан Абадић, Зоран Тутуновић, Александар Милић
- Виолина: Перица Васић
- Гитара и бузуки: Иван Максимовић, Владан Вучковић
- Фото: Дејан Милићевић
- Музички уредник: Саша Поповић
- Главни и одговорни уредник: Милија Ђокић
- Дизајн: Драган Шухарт

## Обраде
- 2. Вештице, виле (оригинал: Angela Dimitriou - N'agkaliastoume - 1995)
- 3. Циција (оригинал: Lampis Livieratos - San Trelos - 1993)
- 4. Гром нек' убије (оригинал: Anna Vissi - Trelenome [Klima Tropiko] - 1996)
- 7. Земља се зауставља (оригинал: Anna Vissi - Horevo - 1996)